# Buysky (huyện)
Huyện Buysky (tiếng Nga: ? райо́н) là một huyện hành chính tự quản (raion), của Tỉnh Kostroma, Nga. Huyện có diện tích 3257 km². Trung tâm của huyện đóng ở Buy.